# Aspredinichthys filamentosus
Aspredinichthys filamentosus är en fiskart som först beskrevs av Achille Valenciennes, 1840.  Aspredinichthys filamentosus ingår i släktet Aspredinichthys och familjen Aspredinidae. Inga underarter finns listade.